# Heteracris notabilis
Heteracris notabilis är en insektsart som först beskrevs av Boris Petrovich Uvarov 1942.  Heteracris notabilis ingår i släktet Heteracris och familjen gräshoppor. Inga underarter finns listade i Catalogue of Life.